# رام شاندرا
رام شاندرا (بالإنجليزية: Ram Chandra)‏ هو ترفيهي أسترالي، ولد في 24 مايو 1921، وتوفي في 31 يوليو 1998 في ماكاي في أستراليا.